# 香港丙組（甲）足球聯賽
香港丙組（甲）足球聯賽，是香港足球總會屬下的業餘足球聯賽，屬於香港第三级別聯賽，僅次於香港甲組足球聯賽和香港乙組足球聯賽。2002年因應香港丙組（地區）聯賽的開設而配合成立，和丙組（地區）聯賽並列為香港足球第三級聯賽，丙組（甲）的冠軍及亞軍將和丙組（地區）的冠軍及亞軍四隊爭奪兩個晉級香港乙組足球聯賽的資格。因應《鳳凰計劃》啟動，聯賽將會於2012－13年度球季與丙組（地區）合併。

## 升班/出局制
兩組的前兩名隊伍晉身總決賽，以單循環形式比賽，積分最高的一隊成為丙組聯賽總冠軍，成績最高的兩支隊伍將獲得升上乙組的資格。
丙組（甲）聯賽榜尾的兩支球隊則需要與丙組（地區）聯賽榜末兩支球隊進入丙組出局附加賽，附加賽最後兩名被淘汰出局。

## 歷屆前三名球隊
以下資料根據歷年《香港足球總會年報》及香港足球總會網頁。
- 只列丙組（地區）聯賽成立後的資料

| 球季    | 冠軍       | 亞軍       | 季軍       |
| ------- | ---------- | ---------- | ---------- |
| 2002-03 | 聖約瑟     | 東昇       | 九果       |
| 2003-04 |            |            |            |
| 2004-05 | 東方       | 德高朋友   | 瑞聯       |
| 2005-06 | 天旭       | 石硤尾     | 東盟大中   |
| 2006-07 | 屯門足球會 | 東盟大中   | 首飾       |
| 2007-08 | 永義       | 龍門       | 電訊       |
| 2008-09 | 浩運       | 德高朋友   | 首飾       |
| 2009-10 | 東方       | 龍城康體   | 浩運       |
| 2010-11 | 東方       | 龍城康體   | 屯門足球會 |
| 2011-12 | 東方       | 屯門足球會 | 消防       |

## 外部連結
- 香港足總官網：丙組（甲）會 （页面存档备份，存于）